# Benn W. Levy
Pour les articles homonymes, voir Levy.
Benn Wolfe Levy (né le 7 mars 1900 à Londres et mort le 7 décembre 1973 à Oxford) est un dramaturge, metteur en scène, scénariste, réalisateur et homme politique anglais, connu comme Benn W. Levy ou Benn Levy.

## Biographie
Au théâtre, Benn W. Levy partage sa carrière de dramaturge entre son pays natal et les États-Unis, ses pièces étant notamment jouées à West End (Londres) et Broadway (New York), où il est parfois metteur en scène.
Sa première pièce représentée à Broadway est This Woman Business (1926-1927, avec Edward Rigby et Genevieve Tobin) ; ultérieurement, citons son adaptation de Topaze de Marcel Pagnol (1930, avec Frank Morgan dans le rôle-titre et Harry Davenport), Springtime for Henry (1931-1932, avec Leslie Banks et Frieda Inescort), Clutterbuck (1949-1950, avec Ruth Ford et Tom Helmore), ainsi que The Tumbler (1960, avec Rosemary Harris et Charlton Heston).
À Londres, mentionnons The Jealous God (1939, avec Alexander Knox et Constance Cummings), Clutterbuck précitée (1946, avec Constance Cummings et Naunton Wayne), The Rape of the Belt (1958, avec Richard Attenborough et Judith Furse), ou encore Public and Confidential (1966, avec Constance Cummings et John Gregson).
De 1933 jusqu'à sa mort en 1973, il est marié à Constance Cummings (1910-2005), actrice d'origine américaine.
Au cinéma, Benn W. Levy collabore comme scénariste, adaptateur ou dialoguiste à dix-huit films britanniques ou américains, sortis entre 1929 et 1936, dont Chantage d'Alfred Hitchcock (1929, dialoguiste) et Une soirée étrange de James Whale (1932, scénariste).
En outre, expérience unique, il réalise Lord Camber's Ladies (en) (avec Gerald du Maurier et Gertrude Lawrence), film britannique produit par Alfred Hitchcock et sorti en 1932.
Notons encore que certaines de ses pièces sont adaptées pour la télévision, à l'occasion de quelques séries ou téléfilms. 
Par ailleurs, devenu membre du parti travailliste britannique, Benn W. Levy siège au 38e Parlement du Royaume-Uni (1945-1950), comme député élu à la Chambre des communes. 

## Théâtre
(comme auteur, sauf mention contraire ou complémentaire)

### Londres (sélection)
- 1930-1931 : Ever Green
- 1939 : The Jealous God
- 1946 : Clutterbuck
- 1958 : The Rape of the Belt
- 1966 : Public and Confidential

### Broadway (intégrale)
- 1926-1927 : This Woman Business, mise en scène d'Edward Rigby
- 1928 : A Man with Red Hair, adaptation du roman Portrait of a Man with Red Hair de Hugh Walpole
- 1930 : Topaze de Marcel Pagnol, mise en scène de Stanley Logan (adaptation)
- 1930 : Art and Mrs. Bottle
- 1930-1931 : Mrs. Midnight
- 1931-1932 : Springtime for Henry (+ reprise en 1933)
- 1932 : The Devil Passes (+ metteur en scène)
- 1934-1935 : Accent on Youth (en) de Samson Raphaelson (metteur en scène)
- 1937 : Young Madame Conti (Das Weib auf dem Tiere) de Bruno Frank, adaptation conjointement avec Hubert Griffith (+ metteur en scène)
- 1937 : Madame Bovary, adaptation par Gaston Baty du roman éponyme de Gustave Flaubert (adaptation anglaise)
- 1938 : If I Were You de Paul Hervey Fox (en) et Benn W. Levy (+ metteur en scène)
- 1947 : Topaze de Marcel Pagnol (reprise de l'adaptation précitée)
- 1949-1950 : Clutterbuck
- 1950 : Legend of Sarah de James Gow et Arnaud D'Usseau (metteur en scène)
- 1951 : Springtime for Henry (reprise)
- 1960 : The Tumbler, mise en scène de Laurence Olivier
- 1960 : The Rape of the Belt, musique de scène de Sol Kaplan

## Filmographie partielle
(comme scénariste, sauf mention contraire ou complémentaire)
- 1929 : The Informer d'Arthur Robison
- 1929 : Kitty de Victor Saville
- 1929 : Chantage (Blackmail) d'Alfred Hitchcock (dialogues)
- 1931 : Waterloo Bridge de James Whale (adaptation)
- 1931 : Transgression de Herbert Brenon
- 1932 : Lord Camber's Ladies (+ réalisateur)
- 1932 : Le Démon du sous-marin (Devil and the Deep) de Marion Gering
- 1932 : Une soirée étrange (The Old Dark House) de James Whale
- 1933 : Topaze d'Harry d'Abbadie d'Arrast (adaptation de la pièce éponyme)
- 1934 : Toujours vingt ans (Ever Green) de Victor Saville (adaptation de la pièce éponyme)
- 1935 : Le Dictateur (The Dictator) de Victor Saville
- 1936 : Désir (Desire) de Frank Borzage